# Lazaret górniczy w Tarnowskich Górach
Lazaret górniczy w Tarnowskich Górach – XIX-wieczny budynek znajdujący się u zbiegu ulic księdza Józefa Wajdy i Jana III Sobieskiego na terenie śródmieścia miasta Tarnowskie Góry, wpisany do rejestru zabytków nieruchomych województwa śląskiego.

## Historia

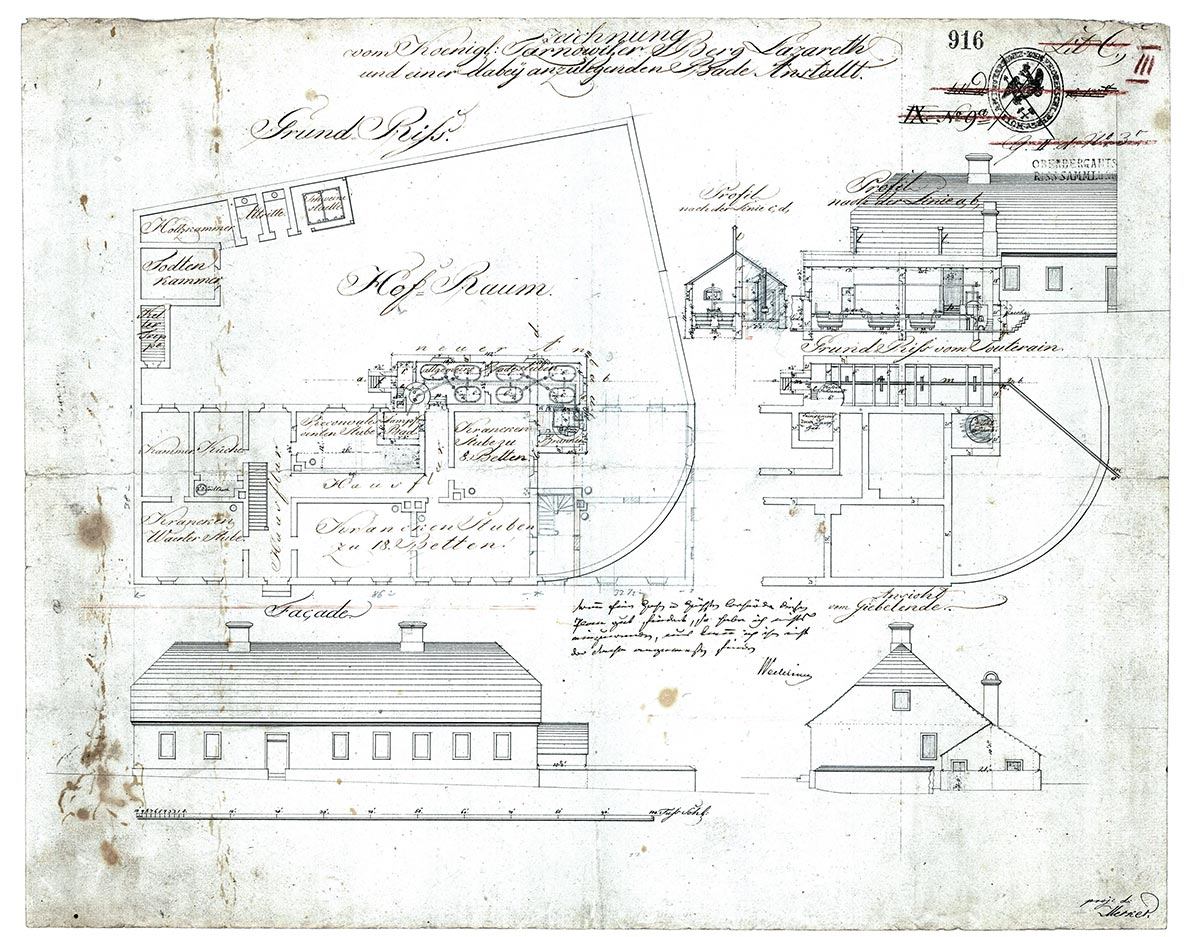
Niezrealizowany projekt rozbudowy lazaretu autorstwa Ernsta Merkera (ok. 1810)

Najstarsza wzmianka na temat opieki zdrowotnej działającej przy Królewskim Górnośląskim Urzędzie Górniczym (niem. Königliches Oberschlesisches Bergamt) oraz Królewskiej Kopalni Fryderyk (Königliche Friedrichsgrube) pod Tarnowskimi Górami pochodzi z 9 lutego 1795 roku, kiedy to chirurgiem górniczym (Bergchirurg) mianowano Johanna Gottlieba Henckla ze Strzelina . Początkowo niewielka lecznica, warta według zapisów katastralnych 100 talarów, funkcjonowała w domu 123 (współczesny adres: ul. Sobieskiego 22). Po pewnym czasie, najprawdopodobniej w ostatnich latach XVIII wieku, Urząd Górniczy zakupił niezabudowaną działkę nr 110 przy Gartenstrasse 6 (współcześnie ul. Wajdy 6–8) i wybudował na niej większy obiekt, o wartości około 800 talarów. Co prawda w archiwach Muzeum Górnictwa Węglowego w Zabrzu zachowały się plany tego budynku, nie są one jednak opatrzone datą, stąd jedynie na podstawie katastrów oraz planów miasta z tego okresu określa się przybliżony czas powstania na lata 1801–1804 .
Początkowo budowla o rzucie prostokątnym i wymiarach wnętrza 25×11 m składała się z trzech sal chorych (z łączną liczbą 22 łóżek), kuchni, łaźni, pokoju dla zarządcy, kostnicy oraz dwóch pomieszczeń o nieznanym przeznaczeniu. W późniejszym czasie (między 1805 a 1811 rokiem) kostnicę przeniesiono do niewielkiego budynku wzniesionego w południowo-zachodnim narożniku działki, obok którego wybudowano również drewutnię, ustępy oraz chlewiki .

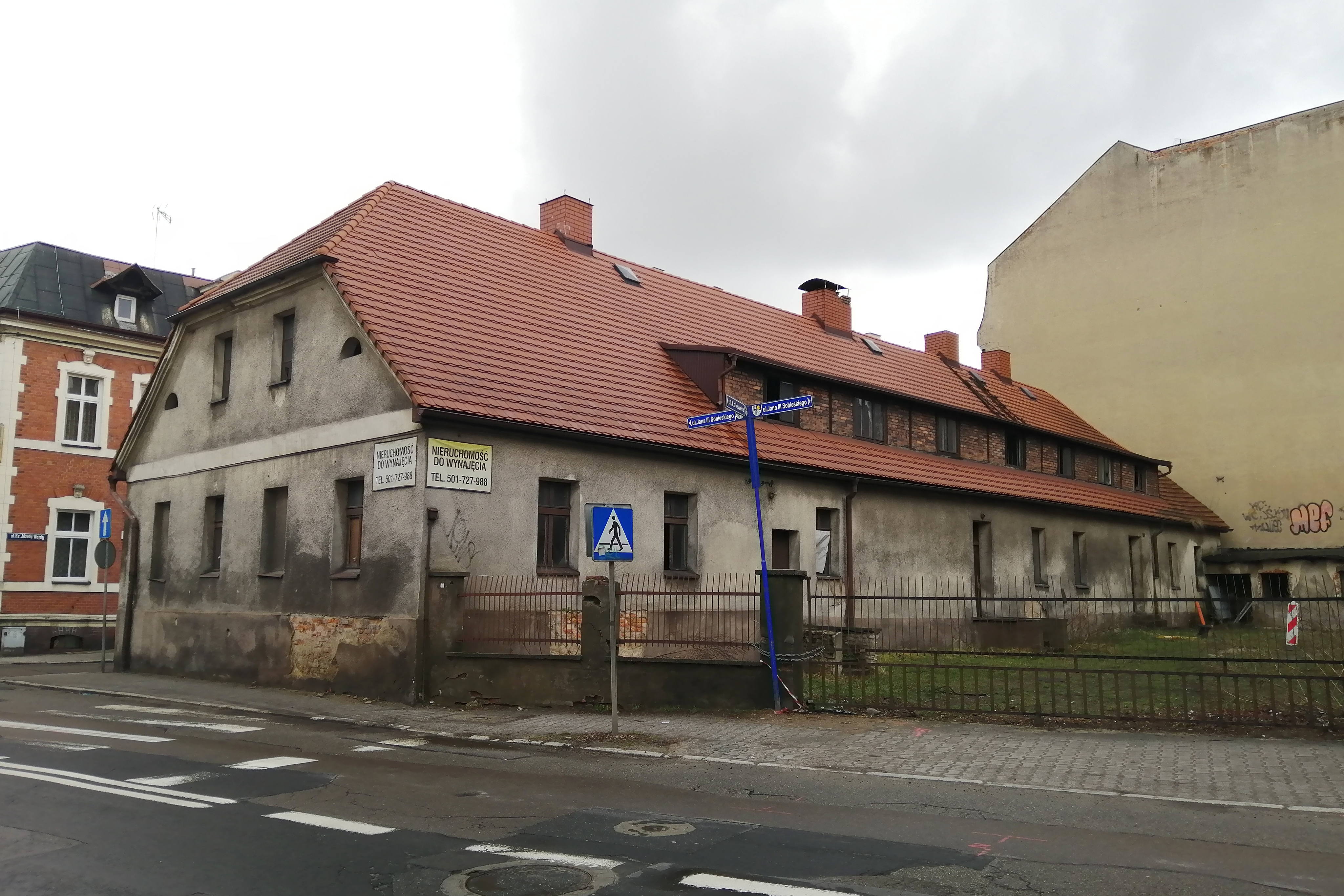
Lazaret widziany od zachodu (2021)

Zachowały się cztery projekty dobudowy do obiektu obszernych łaźni: jeden autorstwa Augusta Holtzhausena z marca 1808 roku oraz trzy opracowane przez Ernsta Merkera (bez daty; prawdopodobnie około 1810 roku). Plany te uwzględniały specyficzny kształt działki, zaokrąglony w północno-wschodnim narożniku. Na jednym z nich widnieje dorysowana ołówkiem rozbudowa o formie prostokątnej, którą zrealizowano po powiększeniu działki . Przebudowa lazaretu do stanu obecnego musiała mieć miejsce nie później niż w 1842 roku, kiedy to w katastrze podano obecne rozmiary budynku.
Chirurg Henckel zamieszkiwał w budynku nr 139 naprzeciwko lazaretu (obecnie ul. Wajdy 3–5). W 1818 roku zastąpił go dr Friedrich Wiegmann z Kłodzka, który pracował w tarnogórskim lazarecie górniczym przez dwadzieścia sześć lat do 1844 roku. W samej lecznicy zamieszkiwał natomiast zarządca ze swoją rodziną (w roku 1872 był nim Franz Jureczek) .
W 1857 roku swoją działalność rozpoczęła Górnośląska Spółka Bracka (Oberschlesischer Knappschaftsverein) z siedzibą w Tarnowskich Górach. Przejęła ona lazaret przy Gartenstrasse 6, a po ukończeniu budowy nowego szpitala przy Lublinitzerstrasse (obecnie ul. Opolska 23) budynek sprzedano Wilhelmowi Psikowi . Ani on, ani następni właściciele nie dokonywali znaczących przebudów, stąd dawny lazaret jest dobrze zachowany w swej historycznej formie .
Budynek jest opustoszały, w przeszłości czasowo pełnił funkcje mieszkalne. Istniały plany stworzenia w nim restauracji z browarem, nie zostały jednak one zrealizowane .
W 1992 roku budynek został wpisany do rejestru zabytków nieruchomych ówczesnego województwa katowickiego, a od 2020 roku znajduje się w rejestrze zabytków nieruchomych województwa śląskiego .

## Architektura
Budynek wybudowany w stylu fryderycjańskim, wzniesiony na rzucie zbliżonym do prostokąta, murowany, parterowy z wysokim poddaszem użytkowym, nakryty dachem naczółkowym, elewacja 11-osiowa (pierwotnie 8-osiowa), otwory okienne i wejściowe prostokątne .